# Полонина Боржава
Полони́на Боржа́ва — гірський масив на Полонинському хребті в Українських Карпатах, між річками Віча і Рікою. Розташований у межах Воловецького, Міжгірського, Свалявського, Іршавського і (частково) Хустського районів Закарпатської області.

## Основні відомості

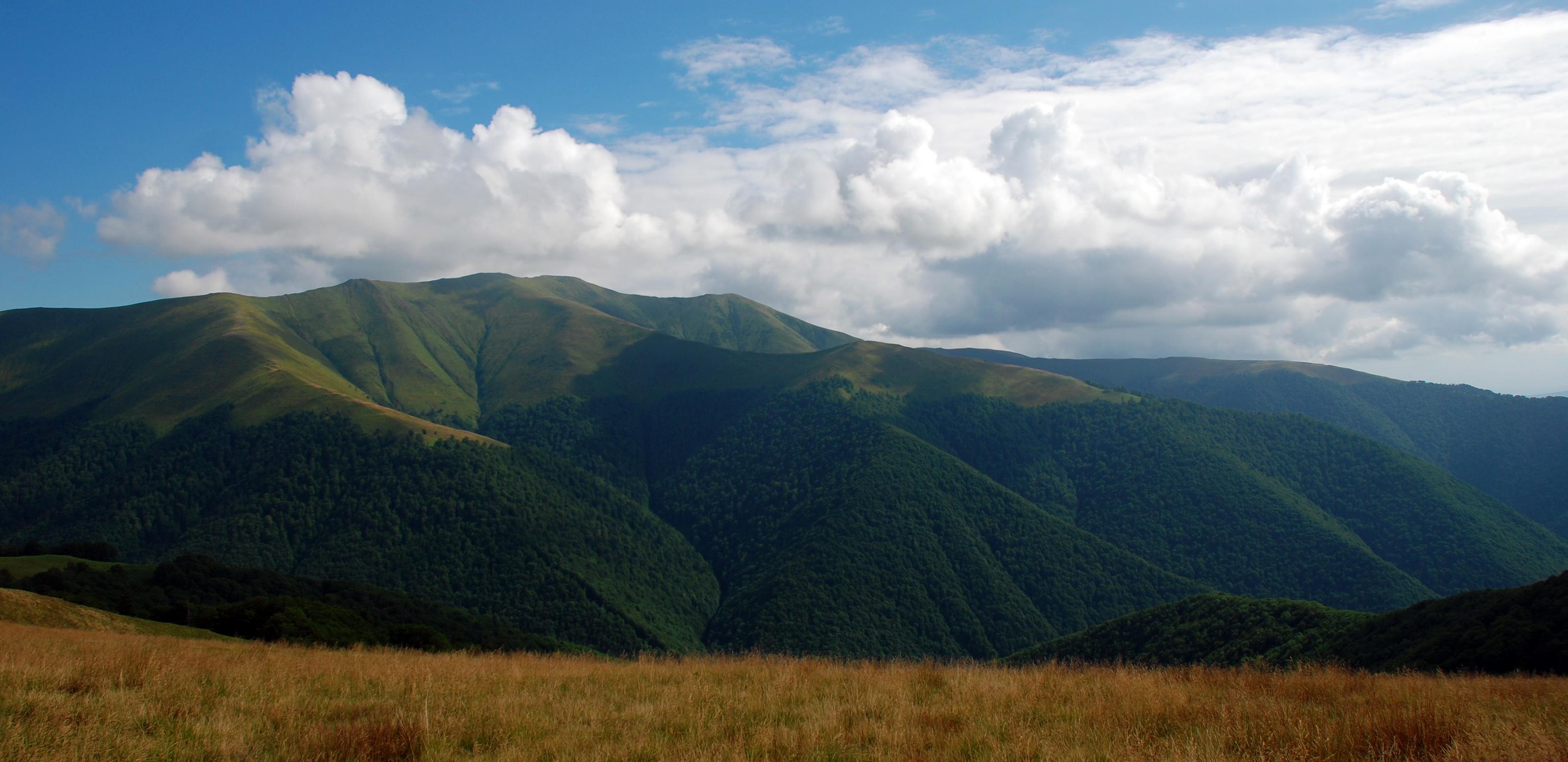
Вид на гору Стій

Довжина масиву близько 50 км, пересічна ширина 3—4 км (місцями до 10 км і більше), висота до 1681 м (г. Стій). Боржава є найдовшою полониною Закарпаття.
До полонини Боржава примикає полонина Кук (1361 м), яку часто розглядають як подовження Боржави. До Боржави також відносять хребет Палений Грунь.
Хребет починається біля смт Міжгір'я масивом гори Кук (за іншими даними — хребтом Палений Грунь), далі через перевал Присліп (938 м) і гору Ополонок (1171 м) тягнеться на північний захід з поступовим набором висоти. Від гори Великий Верх (1598 м) у тому ж напрямку (на Воловець) висоти зменшуються — Плай (1350 м), Темнатик (1344 м), а на південний захід збільшуються до гори Стій (1681 м), далі хребет дуже різко обривається. 
Центром ландшафту є вершина Великий Верх (1598 м), де перетинаються два головні хребти. Перший хребет простягається з південного сходу на північний захід на 17 км, розпочинається кількома безіменними вершинами, що виходять за ВМЛ заввишки 1194 м, 1189 м і 1212 м, Граб — 1374 м, Магура-Жиде — 1517 м, Курта — 1459 м, Гемба Велика — 1494 м і Гемба Мала — 1430 м, Великий Верх — 1598 м, Багно — 1318 м, Плай — 1350 м, Темнатик — 1344 м. Другий хребет, перпендикулярний до першого, простягається з південного заходу на північний схід на 10 км. Тут є вершини: Скалянка — 1254 м, Зиньова — 1367 м, Стій — 1681 м та інші.
На південних схилах хребта бере свій початок річка Боржава, що прорізує широку долину у Вигорлат-Гутинському (Вулканічному) хребті та впадає в Тису. На півночі та північному сході Полонина Боржава межує із Воловецько-Міжгірською верховиною.
Пригребеневі поверхні вирівняні, з конусуватими вершинами. Західні схили — круті, у нижній частині покриті буковими пралісами з окремими хвойними деревами. Південні та східні схили — більш спадисті, вкриті ділянками лук (полонинами на західних схилах). Північні схили йдуть униз крутими (місцями скелястими) урвищами в долину річки Рипинки та Воловецької верховини.
Масив складається з флішу (у верствах переважають пісковики). Схили помережані притоками річок Боржави, Латориці, Ріки.

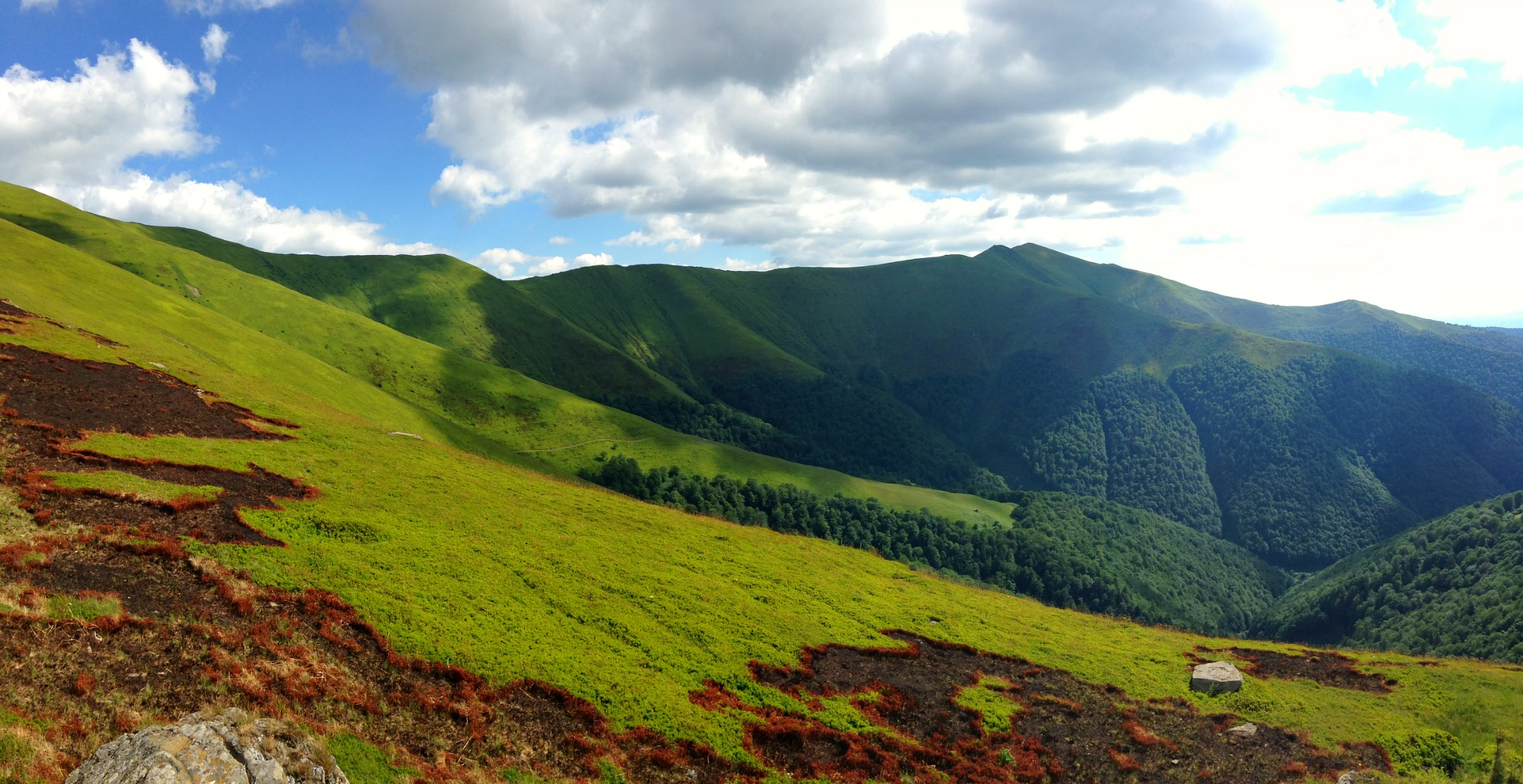
Заказник Потік Оса

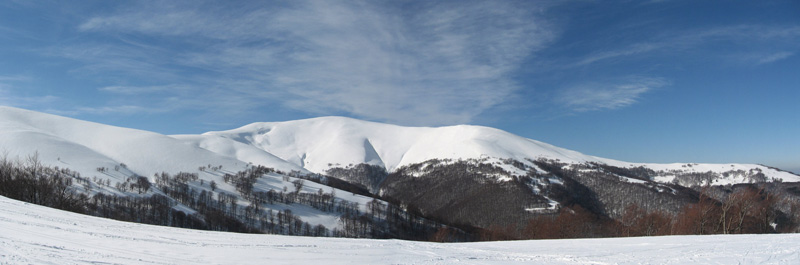
Гора Гемба взимку

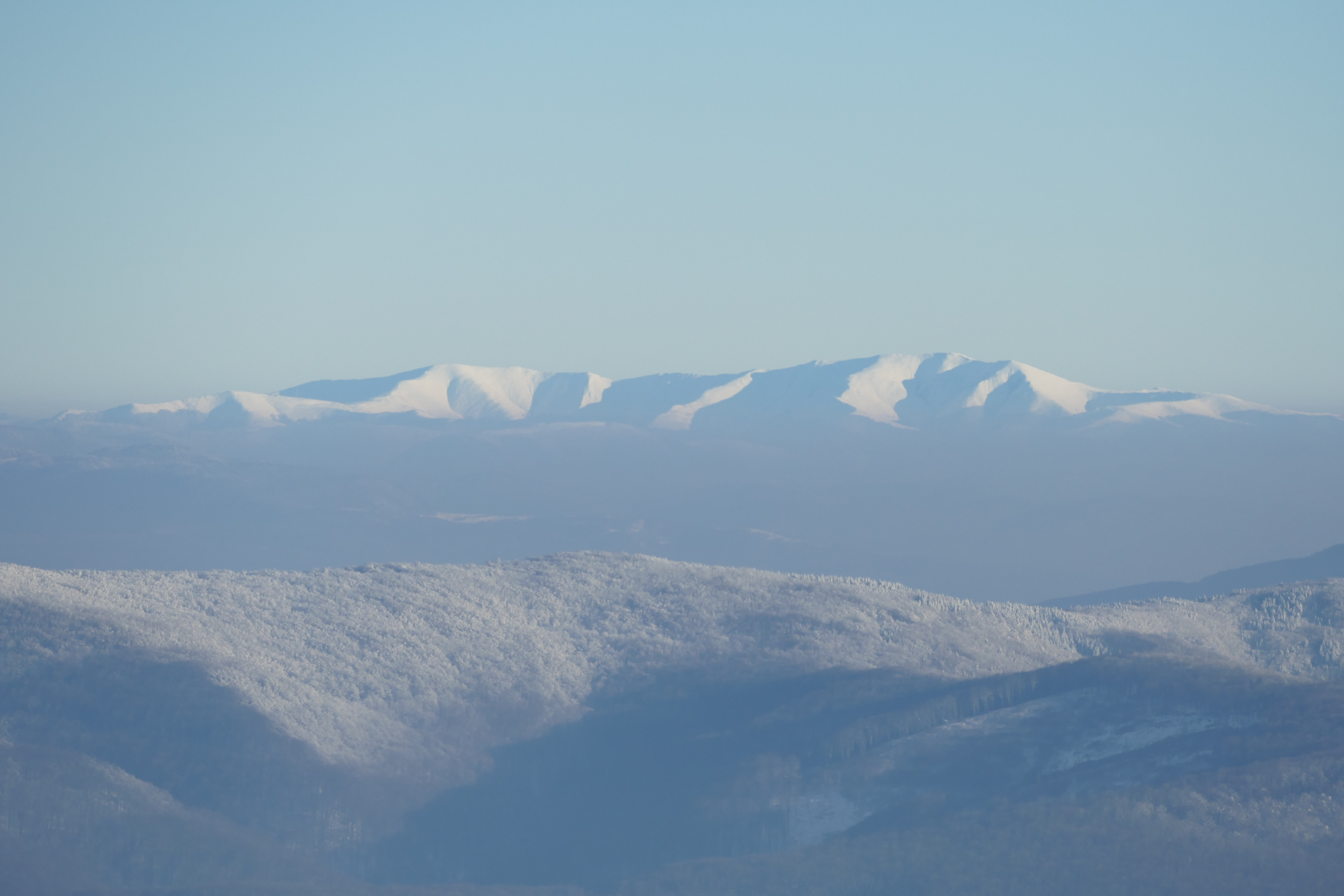
Полонина Боржава. Вид з гори Вигорлат

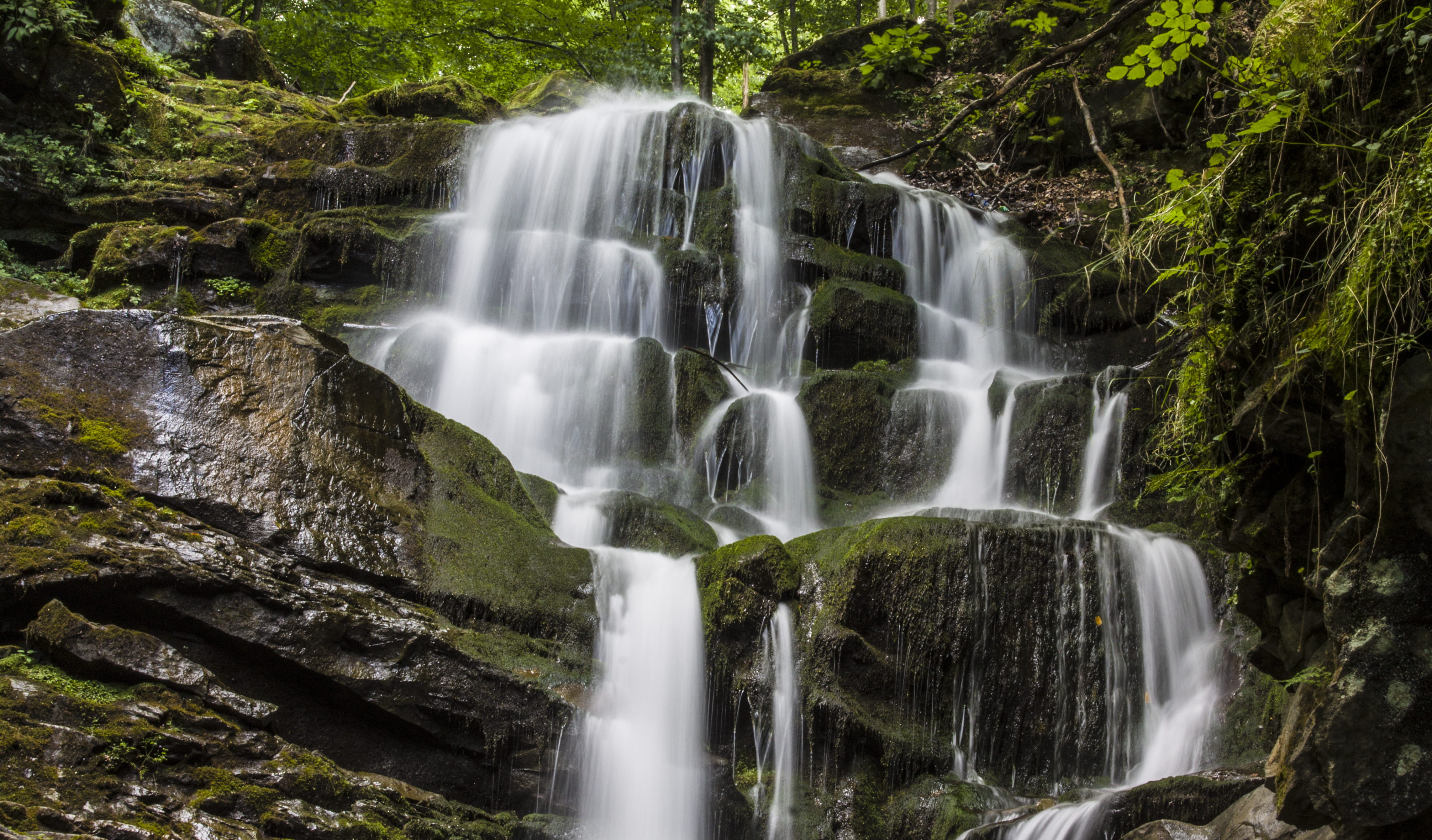
Водоспад Шипіт

На Полонині Боржава верхню межу лісу (ВМЛ) утворюють природний територіальний комплекс (ПТК) з буковими лісами (за винятком частини північно-західного схилу ландшафту). ВМЛ проходить тут на висоті 900—1200 м. над р. м. На Полонині Боржава ландшафтна (природна) ВМЛ взагалі не збереглася. Поконтурна реконструкція післялісових ПТК засвідчила, що ВМЛ раніше проходила на висоті 1450–1500 м. над р. м. (максимальна висота Полонини Боржави — г. Стій 1677 м. над р. м.). Підтвердження цього — окремі екземпляри смереки, що трапляються на західних схилах г. Великий Верх до висоти 1500 м. над р. м. (середня висота смерек 1,0–1,5 м). Незаперечним доказом цього є знахідки К. Малиновським і В. Мельничуком у 1955 році високогірних субальпійських видів під горою Граб на висоті 1420 м. над р. м., а також М. Малохом у 1931 році на г. Темнатик (1347 м. над р. м.).
Букові деревостани світловою повнотою 0,6–0,7 і висотою 16–20 м різко змінюються трав'яно-чагарниковою рослинністю. Окремі буки в смузі ВМЛ характеризуються погнутими товстими стовбурами, на яких трапляється багато наростів та потовщень. Крона у них починається над землею і має переважно асиметричну форму. У зоні ВМЛ серед бучин найбільш поширені асоціації: зубницеві, безщитникові, аденостилові  і осоково-злакові. Букове криволісся трапляється рідко. Дерева в таких ПТК мають серпоподібну форму і стеляться вздовж по схилу. Нижні частини стовбурів стеляться по землі на відстані 1–1,5 м, а верхні серпоподібно підіймаються вертикально. Бук досягає у висоту 2–3 м.
Ялина (смерека) в смузі елементарних ПТК, що формуються в зоні ВМЛ практично відсутня. Поодинокі жалюгідні деревця смереки трапляються на схилах різних експозицій г. Плай, а на південно-східному відрозі вершини на незначній площі (0,5 га) вище ПТК з буковими деревостанами трапляються природні комплекси зі смерекою. Від г. Плай по хребту аж до г. Великий Верх трапляються поодинокі смереки заввишки 0,5-1 м.
Вище ВМЛ — полонини. Практично вся полонина вкрита густим чорничником, на якому з липня по вересень місцеві мешканці збирають чорниці (яфини). Також є багато брусниці та місцями лохина. 
Вище ВМЛ від висоти 1000–1100 м до 1500–1600 м післялісові ПТК зайняті біловусниками. Покривають вони переважно схили південних і південно-західних експозицій. Слабовипуклі вузькі повздовжньо-хвилясті гребені другорядних хребтів зайняті червонокострицевими луками.
Найвища вершина масиву Боржава — гора Стій (1681 м) — знаходиться на південно-західній віднозі масиву. Раніше на ній стояли військові антени, які було видно зі значної відстані з багатьох місць Закарпаття. Нині антени демонтовано. 
Полонина Боржава — популярний район туризму.

## Деякі вершини
- Стій (1681 м);
- Великий Верх (1598 м);
- Жид-Магура (1518 м);
- Гемба (1494 м);
- Іволове (1415 м);
- Граб (1374 м);
- Кук (1361 м);
- Томнатик (1343 м);
- Плай (1323 м);
- Кучера-Кругла (1240 м);
- Ряпецка (1210 м);
- Кругла (1208 м);
- Ополонок (1171 м);
- Звір (1154 м);
- Великий Ожинянець (1142 м);
- Леневець (1078 м).

## Галерея
| Вид на Полонину Боржаву | Гора Великий Верх (1598 м) | Гора Гемба (1494 м) | Гора Томнатик (1343 м) | Схили Полонини Боржави |

## Природоохоронні території та пам'ятки природи
- Заказник Росішний (на західних схилах гори Стій);
- Заказник Потік Оса;
- Заказник Річанський;
- Водоспад Шипіт.